# Metaleptyphantes vates
Metaleptyphantes vates är en spindelart som beskrevs av Rudy Jocqué 1983. Metaleptyphantes vates ingår i släktet Metaleptyphantes och familjen täckvävarspindlar.
Artens utbredningsområde är Gabon. Inga underarter finns listade i Catalogue of Life.